# Полиненасыщенные жиры

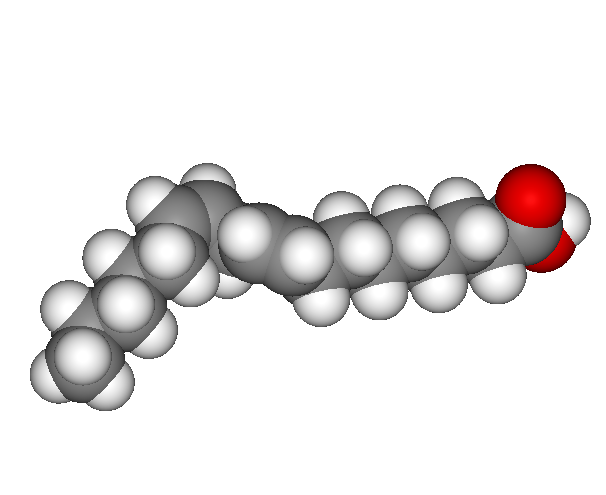
Трёхмерное изображение линолевой кислоты в изогнутой конформации

Химическая структура α-линоленовой кислоты (АЛК), незаменимой жирной кислоты омега-3

 Полиненасыщенные жиры — подкласс ненасыщенных жиров. Это жиры, в состав которых входят полиненасыщенные жирные кислоты (сокращенно ПНЖК), определяющие свойства этих жиров. «Ненасыщенность» означает, что молекулы содержат меньше максимального количества водорода (при отсутствии двойных связей). Эти соединения существуют в виде цис- или транс-изомеров в зависимости от геометрии двойной связи. Некоторые полиненасыщенные жирные кислоты являются незаменимыми. Полиненасыщенные жирные кислоты являются предшественниками и производятся из полиненасыщенных жиров, в том числе олифы.

Химическая структура линолевой кислоты (полиненасыщенная жирная кислота)

## Номенклатура
Положение двойных связей углерод-углерод в цепях карбоновых кислот в жирах обозначается греческими буквами. Ближайший к карбоксильной группе — альфа-углерод, следующий — бета-углерод и так далее. В жирных кислотах атом углерода метильной группы в конце углеводородной цепи называется омега-углеродом (омега — последняя буква греческого алфавита). Жирные кислоты омега-3 имеют двойную связь на расстоянии трёх атомов углерода от углерода метильной группы, тогда как жирные кислоты омега-6 — на расстоянии шести. На рисунке ниже показана жирная кислота омега-6 — линолевая кислота.
Полиненасыщенные жирные кислоты делятся по химической структуре:
- на метилен-разделённые полиены;
- сопряжённые жирные кислоты[англ.] (конъюгированные);
- другие ПНЖК.

В зависимости от длины углеродной цепи жирные кислоты, содержащие пентадиеновые группы, иногда делят на два вида:
- короткоцепочечные полиненасыщенные жирные кислоты (КЦ-ПНЖК) с 18 атомами углерода. Они встречаются чаще. Ключевые члены включают линолевую кислоту, α- линоленовую кислоту и арахидоновую кислоту[4];
- длинноцепочечные полиненасыщенные жирные кислоты (ДЦ-ПНЖК) с 20 или более атомами углерода.

## Производство
Полиненасыщенные жирные кислоты (ПНЖК) с 18 атомами углерода, являющиеся наиболее распространённой разновидностью, не вырабатываются млекопитающими. Их биосинтезу уделяется большое внимание. Растения производят ПНЖК из олеиновой кислоты. Ключевые ферменты, десатуразы жирных кислот, способствуют образованию дополнительных двойных связей. Десатуразы преобразуют олеиновую кислоту в линолевую кислоту, предшественник альфа-линоленовой кислоты, гамма-линоленовой кислоты и дигомо-γ-линоленовой кислоты.
Промышленные полиненасыщенные жирные кислоты (ПНЖК) обычно получают путём гидролиза жиров, содержащих ПНЖК. Процесс осложняется побочными реакциями и окрашиванием. По этой причине паровой гидролиз часто не дает хорошего результата. Щелочной гидролиз жиров с последующим подкислением является дорогостоящим. Ферменты липазы демонстрируют потенциал в качестве мягких и экологически чистых катализаторов для производства ПНЖК из триглицеридов.
Вне диетического контекста (см. раздел «Здоровье») ПНЖК являются нежелательными компонентами растительных масел, приводящими к их прогорканию (см. раздел «Перекисное окисление»).  поэтому из оливкового масла их стремятся удалить. Одной из технологий снижения содержания ПНЖК является селективное образование производных с мочевиной.

## Реакции
С точки зрения химического анализа полиненасыщенные жирные кислоты (ПНЖК) имеют высокое иодное число, что является следствием полиненасыщенности. Гидрирование ПНЖК даёт менее ненасыщенные производные. Ненасыщенные продукты частичного гидрирования часто содержат некоторое количество транс-изомеров (например, транс-мононенасыщенную элаидиновую кислоту).

### Перекисное окисление
Полиненасыщенные жирные кислоты (ПНЖК) подвержены перекисному окислению липидов гораздо больше, чем мононенасыщенные или насыщенные аналоги. В основе этой реакционной способности лежит низкая энергия бис-аллильных связей C–H.  Полиненасыщенные жирные кислоты имеют короткий срок хранения из-за их тенденции к самоокислению, что в случае пищевых продуктов приводит к прогорканию (см. олифа). Металлы ускоряют деградацию. Продукты реакции включают:
- гидропероксиды жирных кислот;
- эпокси-гидроксиполиненасыщенные жирные кислоты;
- жасмонаты;
- дивинилэфирные жирные кислоты[англ.];
- листовые альдегиды[англ.].

Некоторые из этих производных являются сигнальными молекулами, некоторые используются для защиты растений (антифиданты), некоторые являются предшественниками других метаболитов, которые используются растением.

## Типы
Полиненасыщенные жирные кислоты, определяющие свойства полиненасыщенных жиров, является подклассом жирных кислот с двумя или более двойными углерод-углеродными связями. 

### Метилен-разделённые полиены
Метилен-разделённые полиены — жирные кислоты, имеющие две или более цис-двойных связей, которые отделены друг от друга одним метиленовым мостиком (–CH2–). Этот фрагмент иногда также называют дивинилметановым.
| −С−С=С−С−С=С− |

К незаменимым жирным кислотам относятся все метилен-разделённые жирные кислоты омега-3 и омега−6. (Подробнее см. в разделе Незаменимые жирные кислоты — Номенклатура.)

#### Омега-3
Омега-3 полиненасыщенные жирные кислоты, входящие в состав клеточных мембран и кровеносных сосудов, не синтезируются в нужных количествах в организме человека, но являются одним из необходимых компонентов полноценного здорового питания.

#### Омега-6
Избыточное потребление Омега-6-ненасыщенных жирных кислот по отношению к омега-3 кислотам может увеличить риск ряда заболеваний.

### Сопряжённые жирные кислоты
| –С=С–С=С– |

Сопряжённые жирные кислоты имеют две или более сопряженных двойных связей.
| Тривиальное название                                            | Сокращение | Химическое название                                    |
| --------------------------------------------------------------- | ---------- | ------------------------------------------------------ |
| Сопряжённые линолевые кислоты (две сопряжённые двойные связи)   |            |                                                        |
| Руменовая кислота                                               | 18:2 (n-7) | 9Z,11E-октадека-9,11-диеновая кислота                  |
|                                                                 | 18:2 (n-6) | 10E,12Z-октадека-10,12-диеновая кислота                |
| Сопряжённые линоленовые кислоты (три сопряженные двойные связи) |            |                                                        |
| α-Календовая кислота                                            | 18:3 (n-6) | 8E,10E,12Z-октадекатриеновая кислота                   |
| β-Календовая кислота                                            | 18:3 (n-6) | 8E,10E,12E-октадекатриеновая кислота                   |
| Якаровая кислота                                                | 18:3 (n-6) | 8Z,10E,12Z-октадекатриеновая кислота                   |
| α-Элеостеариновая кислота                                       | 18:3 (n-5) | 9Z,11E,13E-октадека-9,11,13-триеновая кислота          |
| β-Элеостеариновая кислота                                       | 18:3 (n-5) | 9E,11E,13E-октадека-9,11,13-триеновая кислота          |
| Каталповая кислота                                              | 18:3 (n-5) | 9Z,11Z,13E-октадека-9,11,13-триеновая кислота          |
| Пуническая кислота                                              | 18:3 (n-5) | 9Z,11E,13Z-октадека-9,11,13-триеновая кислота          |
| Другие                                                          |            |                                                        |
| Румеленовая кислота                                             | 18:3 (n-3) | 9E,11Z,15E-октадека-9,11,15-триеновая кислота          |
| α-Паринаровая кислота                                           | 18:4 (n-3) | 9E,11Z,13Z,15E-октадека-9,11,13,15-тетраеновая кислота |
| β-Паринаровая кислота                                           | 18:4 (n-3) | все-транс-октадека-9,11,13,15-тетраеновая кислота      |
| Боссеопентаеновая кислота                                       | 20:5 (n-6) | 5Z,8Z,10E,12E,14Z-эйкозапентаеновая кислота            |

### Другие полиненасыщенные жирные кислоты
| Тривиальное название | Сокращение | Химическое название                           |
| -------------------- | ---------- | --------------------------------------------- |
| Пиноленовая кислота  | 18:3 (n-6) | (5Z,9Z,12Z)-октадека-5,9,12-триеновая кислота |
| Сциадоновая кислота  | 20:3 (n-6) | (5Z,11Z,14Z)-эйкоза-5,11,14-триеновая кислота |

## Функции и эффекты
Взаимодействие незаменимых жирных кислот обуславливает биологические эффекты жирных кислот ω-3 и ω-6.

## Здоровье

### Потенциальные выгоды
Ненасыщенные жиры, как мононенасыщенные, так и полиненасыщенные, часто называют хорошими жирами, в то время как насыщенные жиры иногда называют плохими жирами. Считается, что жиры не следует употреблять чрезмерно, следует отдавать предпочтение ненасыщенным жирам и ограничивать насыщенные жиры.
В одних исследованиях было показано, что омега-3 жирные кислоты (в таких продуктах, как водорослевое масло, рыбий жир, рыба и морепродукты) снижают риск сердечных приступов. В других исследованиях было показано, что омега-6 жирные кислоты в подсолнечном и сафлоровом масле также могут снижать риск сердечно-сосудистых заболеваний.
Высокие уровни докозагексаеновой кислоты (ДГК), самой распространенной омега-3 полиненасыщенной жирной кислоты в мембранах эритроцитов (красных кровяных телец), снижали риск рака молочной железы. ДГК жизненно важна для структуры серого вещества человеческого мозга, а также для стимуляции сетчатки и нейротрансмиссии.
Вопреки общепринятым рекомендациям, анализ данных (за 1966—1973 годы) по влиянию на здоровье замены насыщенных жиров в рационе линолевой кислотой, показал, что у участников группы, практиковавших такую замену, наблюдался повышенный уровень смертности от всех причин, ишемической болезни сердца и сердечно-сосудистых заболеваний. Хотя эта оценка оспаривалась многими учеными, она вызвала дебаты по поводу рекомендаций по питанию во всем мире заменять насыщенные жиры полиненасыщенными.
Приём изотопно-усиленных полиненасыщенных жирных кислот, например дейтерированной линолевой кислоты, в которой два атома водорода замещены его тяжелым изотопом дейтерием, с пищей (тяжелоизотопная диета) может подавлять перекисное окисление липидов и предотвращать или лечить связанные с этим заболевания.

### Беременность
Влияние добавки полиненасыщенных жиров на количество заболеваний, связанных с беременностью:
- гипертония или преэклампсия — не влияют
- продолжительность беременности  — немного увеличивают срок, что снижает частоту ранних преждевременных родов.

Рекомендации экспертных группы США и Европы беременным и кормящим женщинам состоят в увеличении потребления полиненасыщенных жиров, с целью повышения уровня ДГК у плода и новорожденного.

### Рак
Результаты наблюдательных клинических испытаний по потреблению полиненасыщенных жиров и раку противоречивы и зависят от многочисленных факторов заболеваемости раком, включая пол и генетический риск. Одни исследования обнаружили связь между более высоким потреблением и/или уровнем полиненасыщенных жиров омега-3 в крови и снижением риска некоторых видов рака, включая рак молочной железы и колоректальный рак, другие исследования не обнаружили такой связи.

## Непищевое применение
Полинасыщенные жирные кислоты являются важными компонентами алкидных смол, которые используются в покрытиях.